# Championnat du Sénégal de football 2005
Navigation
Saison 2003-2004 Saison 2006
La saison 2005 du Championnat du Sénégal de football est la quarantième édition de la première division au Sénégal. Les dix-huit meilleures équipes du pays sont regroupées au sein d'une poule unique où elles s'affrontent deux fois, à domicile et à l'extérieur. À l'issue du championnat, les deux derniers du classement sont relégués et remplacés par les deux meilleurs clubs de Division 2.
C'est l'ASC Port Autonome qui remporte le championnat cette saison après avoir terminé en tête du classement final, avec treize points d'avance sur le tenant du titre, l'ASC Diaraf et dix-huit sur un duo composé de la Compagnie sucrière sénégalaise et de SONACOS. C'est le troisième titre de champion du Sénégal de l'histoire du club.
Les deux premiers du classement sont qualifiés pour la Ligue des champions de la CAF tandis que le 3e et le vainqueur de la Coupe du Sénégal obtiennent leur billet pour la nouvelle Coupe de la confédération.

## Les clubs participants
| - Compagnie sucrière sénégalaise - ASC Port Autonome - AS Douanes - ASC Jeanne d'Arc - ASC Saloum - US Gorée - Casa Sport - ETICS Mboro - Promu de Division 2 - Renaissance sportive de Yoff - Promu de Division 2 | - ASC HLM de Dakar - ASC Diaraf - US Rail - Dakar Université Club - SONACOS - ASEC Ndiambour - Stade de Mbour - US Ouakam - Guédiawaye FC |

## Compétition
Le barème de points servant à établir les classements se décompose ainsi :
- Victoire : 3 points
- Match nul : 1 point
- Défaite : 0 point

### Classement
| Rang | Équipe                         | Pts | J  | G  | N  | P  | Bp | Bc | Diff |
| ---- | ------------------------------ | --- | -- | -- | -- | -- | -- | -- | ---- |
| 1    | ASC Port Autonome              | 67  | 34 | 19 | 10 | 5  | 46 | 24 | +22  |
| 2    | ASC DiarafT                    | 54  | 34 | 13 | 15 | 6  | 26 | 12 | +14  |
| 3    | Compagnie sucrière sénégalaise | 49  | 34 | 12 | 13 | 9  | 35 | 24 | +11  |
| 4    | SONACOS                        | 49  | 34 | 12 | 13 | 9  | 23 | 22 | +1   |
| 5    | Casa Sport                     | 47  | 34 | 12 | 11 | 11 | 25 | 27 | -2   |
| 6    | ASC HLM de Dakar               | 46  | 34 | 10 | 16 | 8  | 26 | 21 | +5   |
| 7    | US Gorée                       | 46  | 34 | 11 | 13 | 10 | 30 | 27 | +3   |
| 8    | Dakar Université Club          | 45  | 34 | 10 | 15 | 9  | 34 | 27 | +7   |
| 9    | Jeanne d'Arc                   | 44  | 34 | 10 | 16 | 8  | 35 | 30 | +5   |
| 10   | Guédiawaye FC                  | 44  | 34 | 9  | 17 | 8  | 20 | 24 | -4   |
| 11   | AS DouanesC                    | 43  | 34 | 9  | 16 | 9  | 29 | 21 | +8   |
| 12   | US Ouakam                      | 41  | 34 | 10 | 11 | 13 | 30 | 37 | -7   |
| 13   | ASEC Ndiambour                 | 41  | 34 | 9  | 14 | 11 | 23 | 30 | -7   |
| 14   | US Rail                        | 41  | 34 | 10 | 11 | 13 | 31 | 41 | -10  |
| 15   | ASC Saloum                     | 39  | 34 | 9  | 12 | 13 | 26 | 30 | -4   |
| 16   | Stade de Mbour                 | 38  | 34 | 7  | 17 | 10 | 25 | 31 | -6   |
| 17   | Renaissance sportive de Yoff P | 37  | 34 | 8  | 13 | 13 | 29 | 37 | -8   |
| 18   | ETICS MboroP                   | 25  | 34 | 6  | 7  | 21 | 26 | 56 | -30  |

|  | Qualification pour la Ligue des champions de la CAF 2006                         |
|  | Qualification pour la Coupe de la confédération 2006                             |
|  | Relégation directe en Division 2                                                 |
|  | T : Tenant du titre C : Vainqueur de la Coupe du Sénégal P : Promu de Division 2 |

## Bilan de la saison
| Championnat du Sénégal de football 2005 |                                |
| Champion                                | ASC Port Autonome (3e titre)   |
| Coupes et trophées                      |                                |
| Vainqueur de la Coupe du Sénégal 2005   | AS Douanes                     |
| Qualifications continentales            |                                |
| Ligue des champions de la CAF 2006      | ASC Port Autonome              |
| Ligue des champions de la CAF 2006      | ASC Diaraf                     |
| Coupe de la confédération 2006          | Compagnie sucrière sénégalaise |
| Coupe de la confédération 2006          | AS Douanes                     |
| Promotions et relégations               |                                |
| Promus en Division 1                    | ASC Yakaar                     |
| Promus en Division 1                    | ASC Xam Xam                    |
| Relégués en Division 2                  | ETICS Mboro                    |
| Relégués en Division 2                  | Renaissance sportive de Yoff   |